# 灰網
《灰網》（英語：On the Edge）是香港電視廣播有限公司1991年拍攝製作的時裝電視劇，全劇共25集，由溫兆倫、吳鎮宇、陶大宇、鄧萃雯領銜主演，監製徐正康，首播收視不佳，最低只有26點，創當時無綫黃金時段劇集收視新低，並成為1991年度最低收視劇集。
此劇於2010年12月5日於TVB星河頻道“周日劇場”時段重播。

## 故事大綱
講述一個善良的年輕人如何在社會環境壓迫下，走上毒枭的歧途。
程浩（吳鎮宇飾）、姚家誠（溫兆倫飾）、楊志標（陶大宇飾）三人均來自破碎家庭，年青時曾是屋邨內的三劍俠，是同邨的不良少年，浩因替家誠志標頂罪入感化院，家誠因此改過自新而不再做壞事，志標則繼續走歪路更成為毒販，三人遂各走其路。浩也是家誠母（譚倩紅飾）一手撫養長大，故家誠與浩的感情尤為深厚。數年後，家誠事業略有所成，更獨力開設貿易公司。而浩亦行船返港，欲與妻兒團聚，怎料妻子已離棄他而再婚。在一次搶奪兒子事件中，浩誤傷兒子的補習老師王君妍（鄧萃雯飾），二人因此認識。由於不能取回兒子，在極端失落下浩結識歡場女子何麗珠（張鳳妮飾），其好友劉艷紅（吳麗珠飾）和艷紅的親妹Cat（姚正菁飾）。
家誠正想發展事業，卻不幸遇上經濟危機。浩欲助無從，在志標的慫恿下往泰國走水貨，但竟變成販運白粉，後來浩誤打誤撞救了一名泰國毒枭，更因此一夜發達，而與志標運贓從此走上不歸路。
家誠得浩相助，事業重新穩定，更與君妍認識相戀。 一切似乎安定下來，但浩的一次販毒卻引來後患無窮，先是與家誠反目，繼而被志標陷害入獄，最後更牽涉入一宗馬來西亞的販毒案內，到底浩能否逃過命運的審判呢？
由溫兆倫演唱的主題曲「隨緣」，歌詞中道盡了劇中人物最終無奈踏上人生末路的悲情，令人不勝唏噓。

## 演員表

### 姚家
| 演員   | 角色   | 暱稱／關係 |
| 譚倩紅 | 張淑好 | 姚家慧、姚家誠、姚家信之母 程浩之乾媽 |
| 郭德信 | 何 蝦  | 張淑好之女婿 姚家慧之男友，後丈夫 |
| 胡美儀 | 姚家慧 | 張淑好之大女 梁日財之情婦 姚家誠、姚家信之姊 何蝦之女友，後妻子                                                                                            |
| 溫兆倫 | 姚家誠 | 姚氏貿易公司老闆 張淑好之次子 姚家慧之弟 姚家信之兄 程浩、楊志標、阮志明之好友 與程浩、楊志標反目，於第20集與程浩和好 王君妍之男友，後分手，後與王君妍結婚 |
| 陳嘉輝 | 姚家信 | 張淑好之幼子 初期為大學生，後為警察 姚家慧、姚家誠之弟 王君妍之師弟 暗戀王君妍                                                                             |

### 王家
| 演員   | 角色   | 暱稱／關係 |
| 朱瑞棠 | 王匡棠 | 王鍾雪之夫 王君妍之父 於第17集移民澳洲                                                                                         |
| 丁 茵  | 王鍾雪 | 王匡棠之妻 王君妍之母 於第17集移民澳洲                                                                                         |
| 鄧萃雯 | 王君妍 | 初期為大學生，後為信邦跨國集團行政秘書 程浩之好友 姚家信之師姊兼暗戀對象 姚家誠之女友，後分手，後與姚家誠結婚 於第17集移民澳洲 |

### 劉家
| 演員   | 角色   | 暱稱／關係                                                          |
| 吳麗珠 | 劉豔紅 | 劉豔芳之姊 何麗珠之好友 程浩之女友 於第25集在馬來西亞監獄與程浩結婚 |
| 姚正菁 | 劉豔芳 | cat 劉豔紅之妹 姚家信之線人 於第21集被楊志標迫服用過量迷幻藥致死    |
| 張鳳妮 | 何麗珠 | 程浩之前女友 劉豔紅之好友 於第12集自殺身亡                          |

### 姚氏貿易公司
| 演員   | 角色   | 暱稱／關係 |
| 溫兆倫 | 姚家誠 | 姚氏貿易公司老闆 參見姚家 |
| 吳鎮宇 | 程 浩  | 初期不務正業，後為姚氏貿易公司股東 姚家誠、楊志標、阮志明之好友 與姚家誠、楊志標反目，後與姚家誠和好 前期為殷美玲之夫，中期為何麗珠之男友，後期為劉豔紅之男友 與楊志標、阮志明開設的士高 於第18集被控協助罪犯潛逃罪入獄三年，於第19集出獄 於第25集在馬來西亞監獄與劉豔紅結婚 於第25集因藏毒被馬來西亞法庭判處絞刑 |
| 蕭山仁 | 張管工 | 姚氏貿易公司管工 |
| 廖見玲 | Amy    | 姚氏貿易公司程浩秘書 |

### Disco
| 演員   | 角色     | 暱稱／關係 |
| 陶大宇 | 楊志標   | 標先企業董事長，後為姚氏貿易公司看更 姚家誠、程浩、阮志明之好友，後反目 與程浩、阮志明開設的士高 於第21集迫劉豔芳服用過量迷幻藥令其身亡 於第22集被豪哥用風扇砍斷右手 於第25集因藏毒被馬來西亞法庭判處絞刑 |
| 李文彪 | 阮志明   | 阿檬 姚家誠、程浩、楊志標之好友，後與楊志標反目 與程浩、楊志標開設的士高 暗戀劉豔芳 於第18集被控協助罪犯潛逃罪入獄三年，於第19集出獄 於第24集殺害馬來西亞警察 於第25集因藏毒被馬來西亞法庭判處絞刑        |
| 博 君  | 酒 保    | |
| 張百賢 | Disco DJ | |

### 其他演員
| 演員     | 角色     | 暱稱／關係                             |
| 陳啟泰   | Paul     | 王君妍之表兄                           |
| 蔡嘉莉   | 殷美玲   | 程浩之前妻 馬力現任妻子                |
| 陳榮峻   | 馬 力    | 警員 殷美玲現任丈夫                    |
| 河國榮   | JOE      | 信邦集團海外發展部主管 王君妍為其秘書  |
| 羅國雄   | 梁日財   | 姚家慧之情夫 帶同姚家慧兒子移民加拿大  |
| 方 傑    | 李經理   |                                        |
| 王翠玉   | Annie    |                                        |
| 徐忠信   | 排 長    | 泰國毒梟                               |
| 黃文標   | 排長手下 |                                        |
| 蘇漢生   | 長 毛    | 於第22集因被楊志標追逐引致交通意外身亡 |
| 黃志祥   | 長毛手下 |                                        |
| 馮敏清   | June     | 劉豔芳之好友                           |
| 陳 蕊    | 飛 女    |                                        |
| 孟 伶    | 長毛女友 |                                        |
| 歐陽震華 | 檢控官   |                                        |
| 林家棟   | 榮       | CID                                    |
| 許實寶   | 雄       | CID                                    |
| 林韋辰   | 律 師    |                                        |
| 祝文君   | May      |                                        |
| 薛 峻    | 義 哥    |                                        |
| 戴少民   | 義馬仔   |                                        |
| 洪浩雲   | 義馬仔   |                                        |
| 關子標   | 豪 哥    |                                        |
| 招偉華   | 豪手下   |                                        |
| 容嘉勵   | 舞女甲   |                                        |
| 劉鳳娟   | 舞女乙   |                                        |
| 許志隹   | 信同學   |                                        |
| 麥嘉倫   | 信同學   |                                        |
| 黃瑋琳   | 信同學   |                                        |
| 應善然   | 信同學   |                                        |
| 千 秋    | 妍同學   |                                        |
| 袁文傑   | 醫 生    |                                        |

## 影碟發行
電視廣播(國際)有限公司授權台灣弘音多媒體科技股份有限公司於2008年推出發行了《灰網》DVD影碟零售版本，此影碟收錄全套25集，共5隻碟，設有粵語及國語發音版本並配上非隱藏繁體中文字幕。